# Tanyaradzwa Daringo
Tanyaradzwa Daringo (* 1992 in Simbabwe) ist eine namibische Juristin und Gründerin einer Werbeagentur. Sie ist Mitbegründerin der feministischen Organisation Her Liberty Namibia. Dafür wurde ihr im Jahr 2015 von Königin Elisabeth II. der Queen’s Young Leader Award überreicht.

## Leben

### Ausbildung und beruflicher Werdegang
Daringo wurde 1992 in Simbabwe geboren, wuchs aber in der namibischen Hauptstadt Windhoek auf. Ihre Mutter war alleinerziehend und Daringo ist die jüngere der beiden Töchter. Von ihrer Mutter hat sie von klein auf Disziplin und Selbständigkeit vermittelt bekommen. Sie besuchte die Constancia Private School, die Holy Cross Convent Schule und die Academia Secondary School, wo sie stellvertretende Schülersprecherin war. Nach der Schule machte sie eine journalistische Ausbildung und ein Praktikum bei der Tageszeitung Cape Argus in Kapstadt, Südafrika, womit sie die Ausbildung 2011 abschloss. Zurück in Namibia machte sie den Bachelor in Rechtswissenschaft an der Universität von Namibia (UNAM).
Im Jahr 2013 wurde Daringo die jüngste Stipendiatin der afrikaweiten Moremi Initiative for Women’s Leadership (MILEAD) mit Büros in Ghana, Nigeria und den Vereinigten Staaten von Amerika. Die gemeinnützige Organisation schult und unterstützt junge afrikanische Frauen in Hinblick auf die Übernahme von Führungsaufgaben in ihrer Umgebung. Daringo war erst die zweite Namibierin, die für dieses Stipendium nominiert wurde. Dies führte dazu, dass sie 2014 auch im Rahmen des Windhoek Lager Awards als Community Ambassador nominiert wurde und eine von drei Finalistinnen wurde. Jedoch wurde nicht sie, sondern Rachel Muinjo zum Community Ambassador ernannt. Im Jahr 2015 wurde Daringo als eine von „28 Badass Young People Making the World Better“ (28 knallharte junge Leute, die die Welt besser machen) von der US-amerikanischen Medienplattform BuzzFeed vorgestellt.
2018 gründete Daringo das namibische Werbeunternehmen Zeronine Media. Von 2019 bis 2020 war sie Vorstandsmitglied des Non-Profit Fashion Council of Namibia.

### Feministisches Engagement und der Queen’s Young Leader Award
Her Liberty Namibia ist eine im November 2012 gegründete Organisation, die Mädchen und junge Frauen ermutigen will, sich gegen die Ungleichbehandlung von Frauen in Namibia zu engagieren. Die Frauen sollen gleichberechtigte Mitglieder der namibischen Gesellschaft werden und Führungspositionen übernehmen. Daringo ist eine der vier Gründungsmitglieder. Die Organisation macht Öffentlichkeitsarbeit in Form von Informationsveranstaltungen und Kampagnen, steht aber auch für kleine Initiativen, die das Leben von Frauen leichter machen, wie Kindern beim Lesen helfen, Gemüse anbauen oder Schreibwaren verteilen. Daringo wurde 2015 mit dem Queen’s Young Leader Award ausgezeichnet, weil sie mit den Aktivitäten von Her Liberty Namibia das Leben von Frauen zum Besseren wendet. Der Preis wird an außergewöhnliche junge Leute des Commonwealth of Nations von Königin Elisabeth II. persönlich verliehen.
Auch das Projekt MiChange wurde von Daringo ins Leben gerufen. Dabei geht es darum, Mädchen eine zweite Chance zu geben. MiChange unterstützt sie dabei, die Prüfung zu wiederholen und zu bestehen.
Zu Daringos Vorbildern gehören die Menschenrechtsanwältin Nyaradzayi Gumbonzvanda und der nigerianische Schriftsteller Chinua Achebe.

### Lyrikerin
Neben ihrer Arbeit in der Werbebranche engagiert sich Daringo auch als Dichterin. Sie leistete einen Beitrag für die Anthologie Ancestors and Other Visitors (Vorfahren und andere Besucher), zu deren Vorstellung sie 2018 mit einer Performance im Stil von Spoken word poetry beigetragen hatte. Daringo und die Sängerin Roya Diehl setzen Poesie und Musik dafür ein, um Geschichten aus dem Leben von Frauen in Namibia zu erzählen. Ihre Interpretation des Jazzsongs Summertime von George Gershwin und DuBose Heyward interpretieren die beiden, indem Roya Diehl den traditionellen Text singt und Daringo ihre Kommentare einflicht, in denen sie die Ungleichheiten und Probleme aufzeigt, mit denen sich namibische Frauen und LGBTI-Personen konfrontiert sehen. Daringos Gedichte wurden in der feministischen Zeitschrift Sister Namibia veröffentlicht.